# Ertzaintza
A Ertzaintza é a polícia autónoma do País Basco (Espanha). Foi criada em 1982, em desenvolvimento do Estatuto de Autonomia do País Basco de 1979. Atualmente, 90%  dos 8000 agentes dos que dispõe o corpo em todo o País Basco são homens. Dispõe de 25 delegacias (ertzain-etxeak) repartidas nas diferentes comarcas bascas.
Atualmente a Ertzaintza tem todas as competências em Ordem Pública, Segurança Cidadã, tráfego e Jogo e Espetáculos do País Basco, deixando a Polícia Nacional espanhola e a Guarda Civil a missões específicas neste território. O corpo depende do Departamento do Interior do Governo do País Basco, cujo mandatário é Rodolfo Ares.

## Antecedentes

Mapa com as diferentes polícias da Espanha.
- Cinzento : CC.AA. sem polícia independente do CNP.
- Laranja claro: * CC. AA. em processo de obtenção de uma U.A. do CNP.
- Laranja meio: CC.AA. com U.A. do CNP.
- Laranja escuro : CC.AA. com uma polícia independente ao CNP.

As origens da Ertzaintza remontam às antigas milícias municipais, organizações populares ao serviço dos municípios, criadas para a segurança pública. Contudo, não foi senão com o século XIX quando se criou o corpo como uma polícia profissional. Foi uma resposta à bandidagem, que era consequência das convulsões políticas e sociais do final do século XVIII. O contexto decisivo para a sua configuração foi durante a Primeira Guerra Carlista, quando os miqueletes de Biscaia e de Guipúscoa e os miñones de Álava começaram as suas atividades.

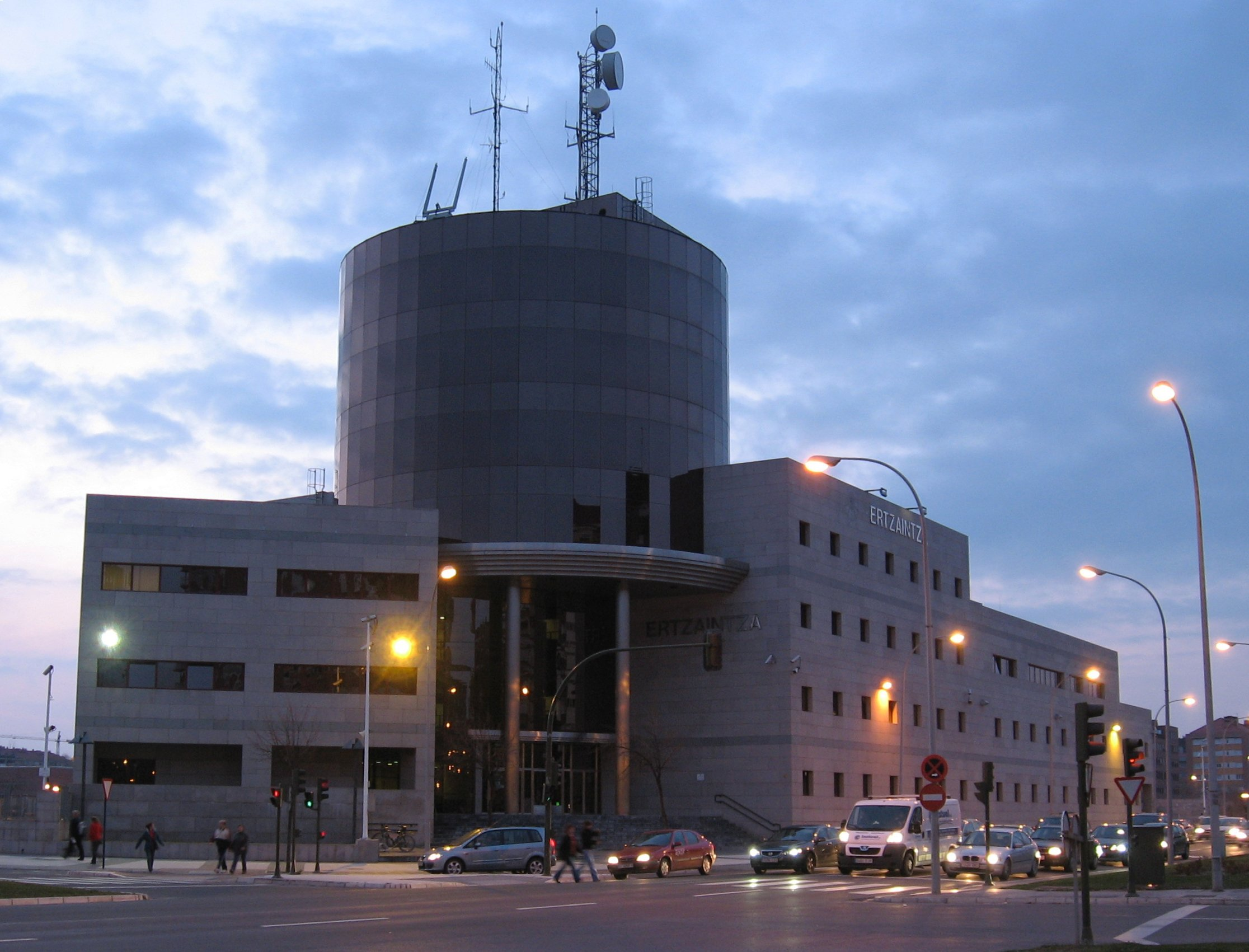
Comisaria da Ertzaintza no bairro de Lakua de Vitória.

Durante a Guerra Civil, o primeiro Governo Basco de José Antonio Aguirre, assumindo as suas competências de manutenção da paz social e a ordem pública, dissolveu os corpos existentes e criou uma nova organização policial que se chamaria Ertzaña embora o seu primeiro nome fosse Policia Militar de Euzkadi. O conselheiro de Governo  era Telesforo Monzón e a sua sede encontrava-se no Palácio de Ibaigane de Bilbau (atual sede do Athletic Clube de Bilbau).

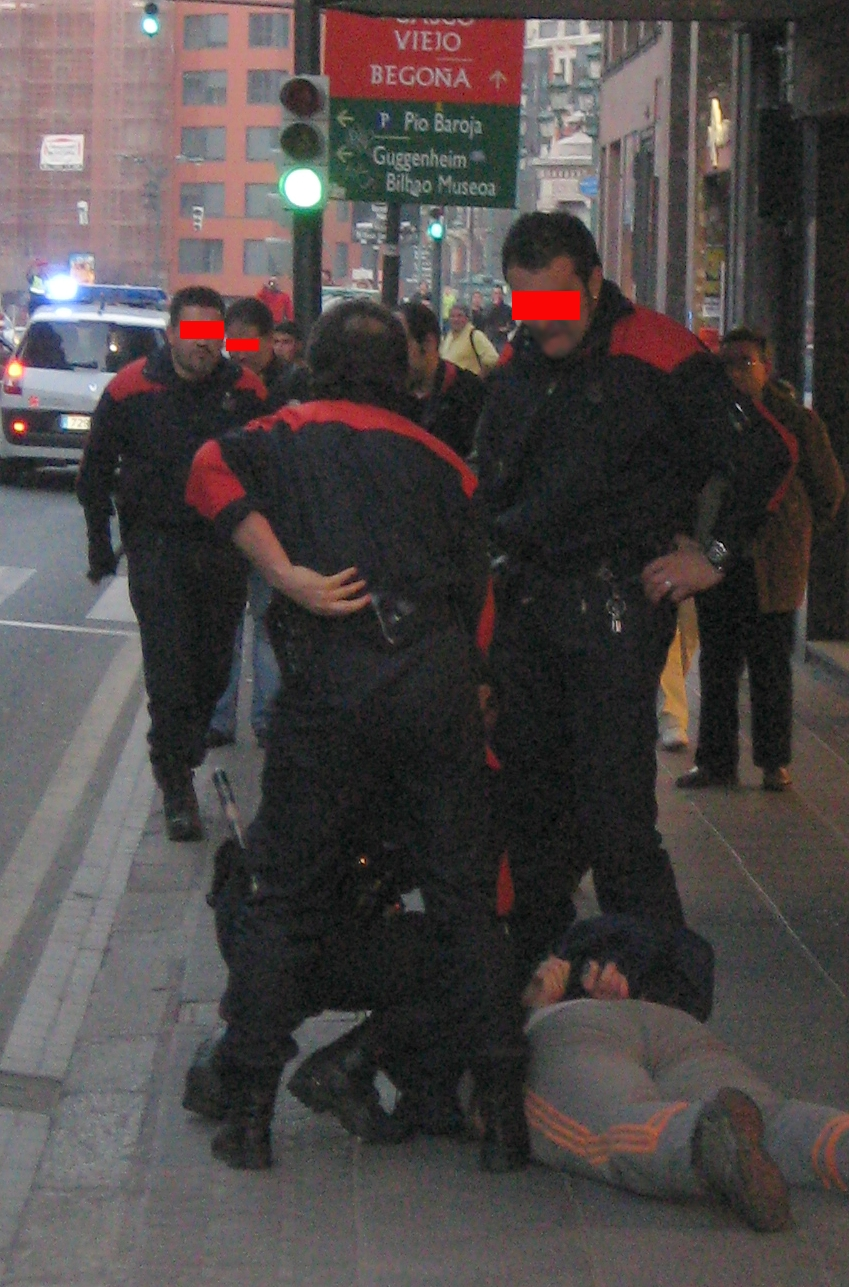
Ertzaiñas imobilizam um detido

A palavra Ertzaiña ("Coidador do povo ") foi criada por Esteban Urkiaga "Lauageta", famoso escritor nacionalista basco fuzilado pelos nacionais durante a Guerra Civil Espanhola.

## Academia da Ertzaintza: Arkaute
A princípio, em 1980 foi estabelecido um campo provisório de treino para os "Berrozi", embrião do atual corpo policial. Com o passar do tempo foi criada uma academia estável em Arkaute (Álava) para as seguintes promoções. Sendo lehendakari Karlos Garaikoetxea e conselheiro de Interior Luis María Retolaza, inaugurou-se em 1982 a sede atual. O seu primeiro diretor foi, durante quatro anos, Juan Porres.

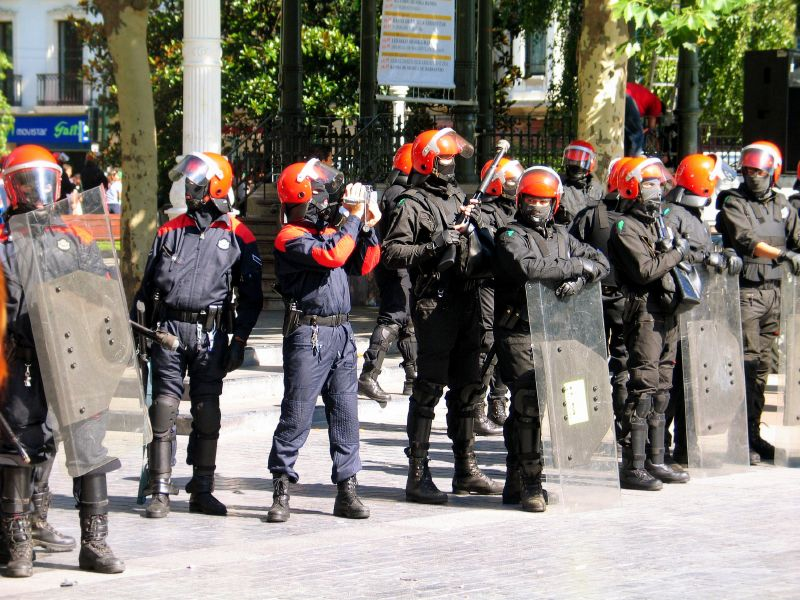
A Ertzaintza no bulevar de São Sebastião.

Até 2012, passaram pela academia 23 promoções de agentes. Para a 21ª promoção, convocada em abril de 2007, ofertaram-se 120 praças, que pela primeira vez se separaram em 60 praças unicamente para mulheres e outras 60 praças mistas. A missão desta nova promoção é chegar aos 8000 agentes, número acordado entre o Departamento do Interior do Governo do País Basco e o Ministério de Interior do Governo da Espanha em 2004.

## Formação

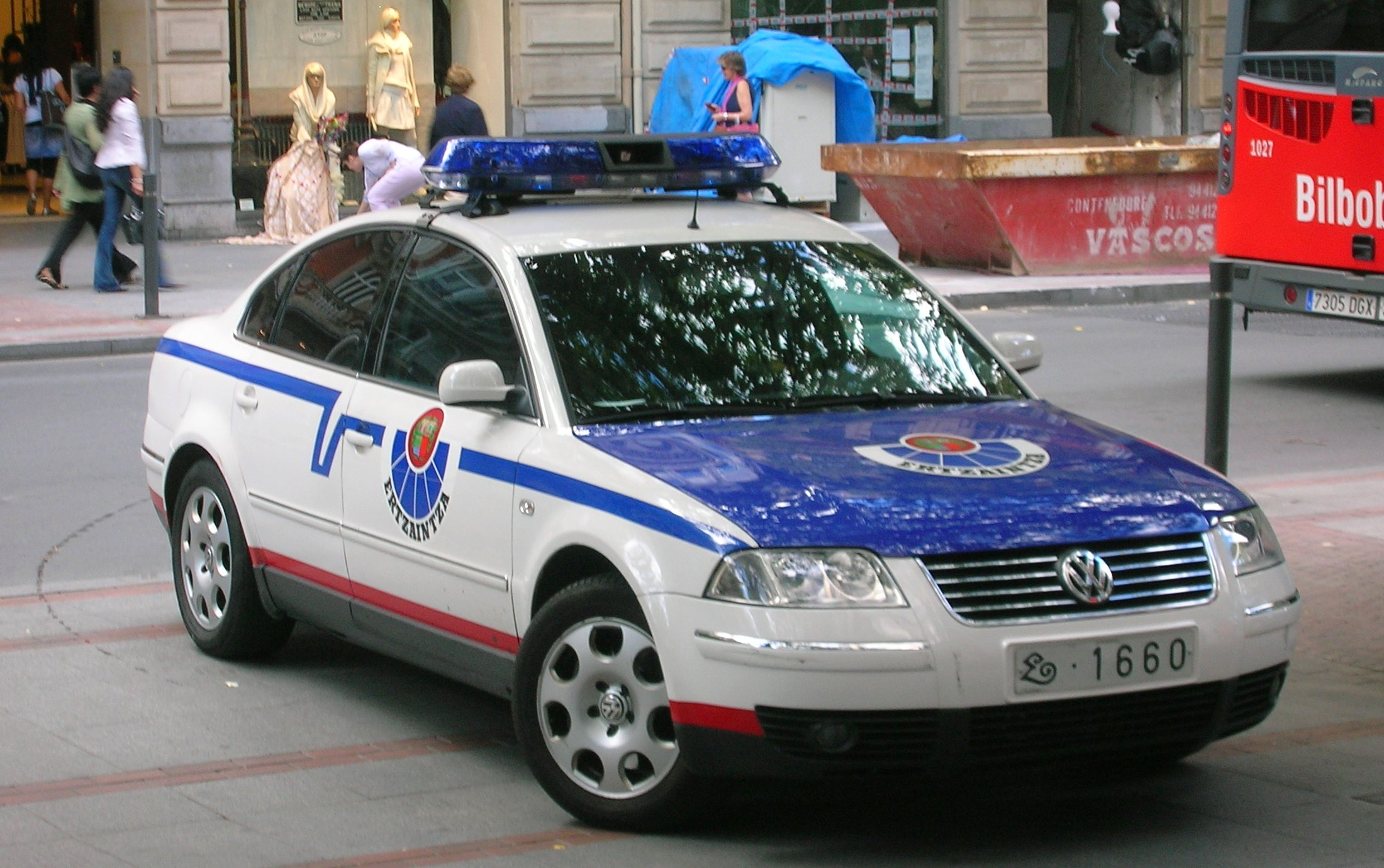
Carro patrulha em Bilbau.

Em 2012 a academia de Arkaute forma a futuras autoridades intermédias da Ertzaintza. Em dezembro de 2011 acaba de se formar a 23ª promoção. Os futuros agentes passarão um período de cerca de 9 meses, durante os quais e após superar um período de oposição de cerca de um ano, aprendem as diferentes disciplinas. Após um período mínimo de 18 meses de práticas prestando serviço ativo em diferentes unidades, os agentes são designados funcionários públicos. Na 19ª promoção, por exemplo, para um total de 250 praças, que finalmente seriam ampliadas a 450, começaram perto de 3000 aspirantes, e após superarem as diferentes provas de seleção prévia e os nove meses de academia, saíram à rua cerca de 400.
Apesar de ter grande importância, o conhecimento do basco não é requisito indispensável para aceder ao curso.

## A Ertzaintza fora da Comunidade Autônoma do País Basco
Em  1 de março de 2010, a Ertzaintza incorpora-se à Delegacia conjunta estabelecida em Hendaye (França), onde colabora trocando informação com o resto de forças de segurança espanholas e francesas.